# Kenny Kindle
Kenny Kindle (* 29. November 2003) ist ein liechtensteinischer Fussballspieler.

## Karriere

### Verein
Kindle spielt seit seiner Jugend beim FC Triesen, bei dem er 2023 in das Kader der ersten Mannschaft befördert wurde. 2024 wechselt Kenny Kindle zu der 2. Mannschaft vom FC Vaduz.

### Nationalmannschaft
Kindle bestritt zwischen 2017 und 2019 elf Partien für liechtensteinische Nachwuchsnationalmannschaften und schoss dabei ein Tor. Am 13. Oktober 2023 gab er bei der 0:2-Niederlage gegen Bosnien-Herzegowina im Rahmen der Qualifikation zur Europameisterschaft 2024 sein Debüt für die A-Nationalmannschaft, als er in der 71. Minute für Fabio Luque-Notaro eingewechselt wurde.